# Episodi di Felicity (seconda stagione)
La seconda stagione della serie televisiva Felicity è stata trasmessa negli Stati Uniti a partire dal 26 settembre 1999 su The WB, mentre in Italia è stata trasmessa da Rai 2 a partire dal 27 luglio 2002.
| nº | Titolo                    | Titolo originale          | Prima TV USA      | Prima TV Italia   |
| -- | ------------------------- | ------------------------- | ----------------- | ----------------- |
| 1  | Sophomoric                | Compagni di stanza        | 26 settembre 1999 | 27 luglio 2002    |
| 2  | The List                  | La lista                  | 3 ottobre 1999    | 3 agosto 2002     |
| 3  | Ancient History           | Storia passata            | 10 ottobre 1999   | 17 agosto 2002    |
| 4  | The Depths                | In profondità             | 17 ottobre 1999   | 24 agosto 2002    |
| 5  | Crash                     | Una serata disastrosa     | 24 ottobre 1999   | 31 agosto 2002    |
| 6  | The Love Bug              | Cena per quattro          | 7 novembre 1999   | 7 settembre 2002  |
| 7  | Getting Lucky             | Il terzo incomodo         | 14 novembre 1999  | 14 settembre 2002 |
| 8  | Family Affairs            | Affari di famiglia        | 21 novembre 1999  | 21 settembre 2002 |
| 9  | Portraits                 | Nostalgia                 | 19 dicembre 1999  | 28 settembre 2002 |
| 10 | Great Expectations        | Grandi aspettative        | 16 gennaio 2000   | 5 ottobre 2002    |
| 11 | Help for the Lovelorn     | Incubo                    | 23 gennaio 2000   | 5 ottobre 2002    |
| 12 | The Slump                 | Crisi                     | 6 febbraio 2000   | 12 ottobre 2002   |
| 13 | Truth of Consequences     | Verità e conseguenze      | 13 febbraio 2000  | 19 ottobre 2002   |
| 14 | True Colors               | Una festa a metà          | 20 febbraio 2000  | 26 ottobre 2002   |
| 15 | Things Change             | Sorprese per Felicity     | 27 febbraio 2000  | 2 novembre 2002   |
| 16 | Revolutions               | Rivoluzioni               | 5 aprile 2000     | 2 novembre 2002   |
| 17 | Docuventay II             | Un nuovo sentimento       | 12 aprile 2000    | 9 novembre 2002   |
| 18 | Party Lines               | Candidato a sorpresa      | 19 aprile 2000    | 16 novembre 2002  |
| 19 | Running Mates             | Senza esclusione di colpi | 26 aprile 2000    | 23 novembre 2002  |
| 20 | Ben Was Here              | Ben è stato qui           | 3 maggio 2000     | 30 novembre 2002  |
| 21 | The Aretha Theory         | La teoria di Aretha       | 10 maggio 2000    | 7 dicembre 2002   |
| 22 | Final Answer              | Viva l'amore              | 17 maggio 2000    | 14 dicembre 2002  |
| 23 | The Biggest Deal There Is | La fatica di crescere     | 24 maggio 2000    | 21 dicembre 2002  |

## Compagni di stanza
- Titolo originale: Sophomoric
- Diretto da: Lawrence Trilling
- Scritto da: J. J. Abrams

### Trama
Felicity ritorna a New York per affrontare il secondo anno di college; la ragazza racconta a Javier di come alla fine dello scorso anno abbia scelto di passare l'estate con Ben anziché partire a Berlino con Noel. 
Ben e Felicity cominciano a frequentarsi e sembrano andare d'accordo, nonostante i rapporti con i rispettivi ex, Noel e Julie, siano terribili; Noel ignora completamente Felicity e, quando ne ha l'occasione, cerca lo scontro con la coppia giunta nello stesso locale per cenare.
Nel frattempo al dormitorio Felicity deve affrontare il suo nuovo incarico di consulente, con qualche difficoltà visto che con lei collabora Megan, nuovamente sua compagna di stanza, rimasta invadente per quanto riguarda la sua vita privata.
Julie deve condividere la stanza con due sorelle cheer leader; incapace di sopportare la loro confusione decide di trasferirsi, momentaneamente, nel loft di Sean dove vive anche Ben; Sean non appena apprende che Ben sta frequentando Felicity lo mette in guardia e gli dice che la ragazza vorrà una storia seria e forse potrebbe essere già innamorata di lui.
Ben inizialmente nega e dice all'amico di non essere impaurito dal fatto che la ragazza possa volere una storia seria, successivamente però, rimasto solo nella stanza di Felicity, ascolterà il nastro che la ragazza registra alla sua amica Sally e apprenderà i suoi sentimenti verso di lui rimanendo allibito.
- Guest star: Ian Gomez (Javier), Michael Peña (Brian)

## La lista
- Titolo originale: The List
- Diretto da: Barnet Kellman
- Scritto da: Jennifer Levin

### Trama
Dopo aver ascoltato la registrazione di Felicity, Ben, indeciso sul da farsi, si comporta in maniera strana con la ragazza; Felicity dopo aver notato lo strano atteggiamento di Ben gli domanda se c'è qualcosa che lui debba dirle, Ben decide di lasciarla dicendole che non è felice non menzionando però il vero motivo.
Felicity si reca nel nuovo appartamento di Elena, che condivide con Noel; durante la sua visita si imbatte nel ex-ragazzo con cui ha finalmente un chiarimento durante il quale Noel le dice chiaramente che non vuole più avere a che fare con lei.
Nell'aiutare una matricola con problemi sentimentali, Felicity decide di cercare di riconquistare Ben seguendo alcuni consigli di una rivista femminile; decide di recarsi alla festa organizzata da Julie nell'appartamento di Sean con Brian per far ingelosire Ben.
Vedendo Felicity con un altro ragazzo, Ben cerca di riavvicinarsi alla ragazza; i due si baciano e decidono di vivere il loro rapporto "alla giornata". Resasi conto di agire contro la sua natura, Felicity però decide, il giorno seguente, di parlare con Ben; la ragazza decide di lasciarlo dicendogli che non vuole cambiare se stessa e che lui non è abbastanza "coraggioso" da voler tentare una seria relazione con lei.
Felicity decide di dare un nuovo inizio alla sua vita, la ragazza si reca in un parrucchiere e taglia, in maniera netta, i suoi capelli.
- Guest star: Michael Peña (Brian)

## Storia passata
- Titolo originale: Ancient History
- Diretto da: Keith Samples
- Scritto da: Andrea Newman

### Trama
Dopo aver dato "un taglio" alla sua vecchia vita, Felicity capisce che il suo futuro è l'arte; la ragazza decide di abbandonare i corsi di medicina per seguire lezioni d'arte.
Per non avere un faccia a faccia con Ben, la ragazza cerca di evitarlo cambiando i suoi turni nella caffetteria; in uno dei suoi corsi di disegno Felicity si incontra con Noel, iscritto nella stessa classe.
Nel frattempo Julie ha trovato un nuovo appartamento in cui trasferirsi, informa così Sean del suo imminente trasloco che, riluttante comincia a cercare un nuovo co-inquilino che subentri al suo posto.
I rapporti tra Ben e Julie migliorano e il ragazzo propone alla stessa di rimanere nel loro appartamento; Julie accetta anche perché l'accordo con la sua nuova coinquilina sfuma.
Una ragazza nel dormitorio di Felicity si rivolge alla stessa in cerca di consigli per l'acquisto di un computer, sentendo il discorso tra le due, Megan le consiglia di recarsi da Noel; il ragazzo dapprima infastidito che Felicity abbia mandato la ragazza da lui reagisce malamente, successivamente chiarisce le sue divergenze con Felicity e, notando affinità con Ruby, esce con la ragazza per un appuntamento.
- Guest star: Amy Smart (Ruby)

## In profondità
- Titolo originale: The Depths
- Diretto da: Michael Schultz
- Scritto da: J. J. Abrams

### Trama
Felicity scopre da Meghan che Julie ha scritto una canzone su di lei e sul "tradimento" subito per via di Ben; arrabbiata la ragazza si reca all'appartamento di Sean per chiarirsi con Julie, non trovandola chiede di essere richiamata.
Nel frattempo Ben è alle prese, al Dean & Deluca, con un ordine impegnativo per una festa privata; l'organizzatrice inizialmente è molto sgarbata con il ragazzo, Ben all'ennesima richiesta della donna, durante la sua pausa pranzo, reagisce guadagnandosi la sua attenzione.
Noel, Ruby e Felicity si organizzano per visitare una mostra fotografica; all'appuntamento però Felicity non si presenterà poiché rimane bloccata per ore nella metropolitana.
Nella metro, casualmente, Julie e Felicity condividono la stessa carrozza; le ore che trascorreranno bloccate sotto terra le impiegheranno a chiarire le loro divergenze, aiutate anche dagli stessi passeggeri della loro carrozza.
Noel e Ruby passano un pomeriggio insieme e finiscono per baciarsi; Ben è invitato dall'organizzatrice, Maggie, alla festa che ha organizzato.
Felicity il giorno seguente si reca alla stessa mostra cui era interessata il giorno precedente, sarà raggiunta da Julie che, quindi, decide di perdonarla e ricominciare di nuovo a esserle amica.
- Guest star: Teri Polo (Maggie Sherwood), Amy Smart (Ruby)

## Una serata disastrosa
- Titolo originale: Crash
- Diretto da: Robert M. Williams
- Scritto da: Josh Reims

### Trama
La professoressa Sherman, insegnante del corso di disegno di Felicy, propone alla ragazza di uscire in un appuntamento al buio con suo figlio David; dapprima la ragazza rifiuta, successivamente parlando con Julie e vedendo che anche Ben ha cominciato a frequentarsi con Maggie, accetta la proposta dell'insegnante.
Nel frattempo Noel acquista una play station e comincia a esserne dipendente; dapprima Elena lo prende in giro successivamente anche la ragazza si lascerà trasportare dalla consolle e soprattutto i due cercheranno disperatamente di completare un livello del gioco molto difficile che li terrà incollati davanti allo schermo per quattro giorni.
L'appuntamento di Felicity si rivela un vero disastro; David per tutta la serata risponde a mala pena alle domande della ragazza dopodiché comincia a parlare in francese con la cameriera.
Esasperata Felicity va via dal locale dicendo al ragazzo che è stato il peggior appuntamento della sua vita; nel frattempo Ben si rivede con Maggie, i due a fine serata vanno a letto insieme.
Il giorno seguente la donna fa capire a Ben che non è intenzionata a una serie di appuntamenti, forse anche a causa della differenza di età tra i due.
Felicity riceve, al dormitorio, la visita di David che si scusa con lei per come si è comportato poiché, a causa di una recente rottura, non è ancora pronto per gli appuntamenti; il ragazzo però le chiede un'altra possibilità ma Felicity non accetta.
Elena e Noel, disperati, contattano un genio dei video games per completare il livello ma non ci riescono comunque; Felicity decide di dare un'altra occasione a David ed esce con lui per un altro appuntamento che si rivela piacevole, il ragazzo a fine serata le dice che qualora volesse uscire ancora con lui ne sarebbe contento.
Felicity si reca da Elena per parlarle dell'appuntamento, trova però Noel che, stanco dei video games, chiede a Felicity di uscire a mangiare qualcosa insieme.
- Guest star: Teri Polo (Maggie Sherwood), Henri Lubatti (David)

## Cena per quattro
- Titolo originale: The Love Bug
- Diretto da: Lawrence Trilling
- Scritto da: Paul Guyot e J. J. Abrams

### Trama
Meghan prende la mononucleosi così Felicity è costretta a cercare un posto per dormire; inizialmente David la invita a stare da lui, successivamente Felicity sarà costretta, per un problema a casa di David, a dormire da Noel ed Elena.
Nel frattempo la relazione tra Noel e Ruby procede a gonfie vele così il ragazzo prega Felicity di non menzionare il loro passato poiché vuole informare personalmente la sua ragazza; non sapendo nulla Ruby continua a chiedere consigli a Felicity, mettendo la ragazza in difficoltà vista la natura delle sue confidenze.
Ben continua a vedersi con Maggie; la donna lo avverte però che tra loro la cosa deve finire e che passeranno ancora una sola notte insieme.
Felicity è felice del suo rapporto con David anche se il ragazzo non l'ha ancora baciata; i due insieme a Noel e Ruby si ritroveranno in un appuntamento a quattro dove, a fine serata, Noel accidentalmente mentre bacia Ruby la chiama "Felicity".
Arrabbiata la ragazza capisce che tra i due c'è stato un passato, poi confermato da Noel; Ruby decide di andar via e lasciare Noel.
Vedendo la scena Felicity rivela anche a David del suo passato con Noel e anche lui decide di non voler continuare a frequentare Felicity perché, a causa della sua storia passata, fa fatica a concedere fiducia.
Ben intenzionato a convincere Maggie a continuare la loro frequentazione, si reca nuovamente sul suo luogo di lavoro dove apprende, tramite la sua assistente, che la donna è sposata.
Ruby si reca il giorno successivo da Noel e lo perdona per averle omesso il suo passato con Felicity; in serata mentre i due stanno per passare la notte insieme la ragazza informa Noel di essere stata scelta per il film, cui insieme a lui, stava preparando l'audizione e che andrà via per tre settimane.
Anche Felicity, nel frattempo, prende la mononucleosi così ritorna nel dormitorio poiché Noel ed Elena non vogliono ammalarsi durante la sessione di esami; anche se distrutta Felicity decide di andare a parlare con David, si reca al suo appuntamento dove i due si baciano.
- Guest star: Teri Polo (Maggie Sherwood), Amy Smart (Ruby), Henri Lubatti (David), Ian Gomez (Javier)

## Il terzo incomodo
- Titolo originale: Getting Lucky
- Diretto da: Dan Appel
- Scritto da: Jennifer Levin

### Trama
Felicity trova un cane randagio che decide di tenere per qualche giorno fin quando non gli troverà una sistemazione permanente; non potendolo portare nel dormitorio, la ragazza chiede a Elena di ospitarlo ma essendo Noel allergico domanda a Sean che però rifiuta dopo che il cane in pochi minuti combina un disastro dietro l'altro.
Felicity decide di domandare a David se può tenerlo lui nel suo appartamento e il ragazzo accetta senza alcun problema; durante la serata però proprio quando lui e Felicity sono in intimità, la ragazza non riesce a ignorare il cane che li fissa e, anche dopo averlo chiuso in un'altra stanza Felicity non riesce a ignorare il richiamo del cane.
Il mattino seguente Felicity parla dell'accaduto con Elena che le dice che sta usando il cane come scusa per non andare a letto con David visto che ha avuto, prima di lui, un'esperienza con un ragazzo che non conosceva da molto.
Nel frattempo Ben viene ricontattato da Maggie che gli propone di continuare la loro storia e di vedersi in un albergo; vedendolo indeciso sul da farsi la donna gli dice che se non si presenterà lei non lo ricontatterà più.
Lucky, il cane di Felicity, in altre occasioni interferisce ancora nel suo rapporto con David portando il ragazzo a intuire che Felicity stia solo inventando delle scuse per non stare con lui; purtroppo però la ragazza scopre dal veterinario che il cane ha una malattia incurabile e che, se non vuole vederlo soffrire, deve abbatterlo.
David, all'oscuro di tutto, affronta il suo problema di coppia con Felicity proprio quando la ragazza è di ritorno dal veterinario che non essendo nell'umore giusto per discutere va via; accompagnata da Noel, Felicity si reca dal veterinario dove verrà raggiunta da David, venuto a conoscenza di tutto tramite Elena, che le starà vicino mentre Felicity dice addio a Lucky.
Ben si reca nell'albero da Maggie; i due vanno a letto insieme e successivamente il ragazzo vedrà, nell'agenda della donna, una foto con suo marito.
Successivamente al Dean & Deluca, Ben dovrà servire proprio il marito di Maggie, Charlie, che ordina una torta per il loro anniversario.
Al ritorno dalla clinica veterinaria Felicity affronta il discorso con David, dicendogli che ha avuto solamente un'esperienza prima di lui; il ragazzo comprensivo le dice di tranquillizzarsi e che non ha alcun problema ad aspettare però proprio mentre si baciano Felicity è improvvisamente più sicura e decide di andare a letto con il ragazzo.
- Guest star: Teri Polo (Maggie Sherwood), Henri Lubatti (David), David Starzyk (Charlie Sherwood), Ian Gomez (Javier)

## Affari di famiglia
- Titolo originale: Family Affairs
- Diretto da: Ken Olin
- Scritto da: Andrea Newman

### Trama
Per le feste del Ringraziamento, Felicity decide di non tornare a Palo Alto e passare le festività in famiglia ma di rimanere a New York dove, insieme a David, sta organizzando una cena.
La ragazza sarà sorpresa dall'arrivo dei suoi genitori che si presentano al dormitorio e, sorpresi dalla presenza di David, lo invitano a trascorrere con loro il giorno del ringraziamento.
Felicity chiede a Noel ed Elena di poter organizzare a casa loro la cena, i due accettano di buon grado; in aggiunta alla cena presto si aggiungerà anche la mamma di David, la professoressa Sherman.
Nel frattempo Ben deve lavorare, su richiesta di Javier, la sera del ringraziamento per una festa di beneficenza organizzata al Dean & Deluca che è tenuta proprio da Maggie e suo marito Charlie; la cosa si farà difficile per il ragazzo che per fortuna sarà aiutato da Sean e Julie, anche loro "reclutati" per la serata.
Felicity si rende conto che la storia con David si sta facendo importante perché il ragazzo le confida di essere innamorato di lei; la ragazza sopraffatta dai sentimenti del ragazzo vuole parlargli al termine della cena.
Nel corso della sera tutto procede bene fin quando, complice qualche bicchiere di troppo, Noel bacia Felicity quando sono appartati in un'altra stanza; i due saranno interrotti dalla professoressa Sherman, madre di David, che durante la cena chiederà a Felicity di darle spiegazioni al riguardo.
Dopo poco tutti gli invitati saranno a conoscenza del bacio tra i due; Felicity cerca di chiarire con David spiegando al ragazzo che cercava, dopo la storia con Ben e Noel, una storia non impegnativa.
Ben, nel corso della serata, scopre che il marito di Maggie tradisce la donna anch'egli ed è involontariamente messo al centro di una faida matrimoniale.
- Guest star: Teri Polo (Maggie Sherwood), Michael Peña (Brian), Henri Lubatti (David), David Starzyk (Charlie Sherwood), Ian Gomez (Javier), Eve Gordon (Barabara Porter), Erich Anderson (Edward Porter)

## Nostalgia
- Titolo originale: Portraits
- Diretto da: Lawrence Trilling
- Scritto da: Jed Seidel

### Trama
Dopo il bacio con Noel durante la cena del Ringraziamento, Felicity fa dei sogni strani che riguardano il ragazzo portandola a rendersi conto che è ancora interessata a lui. 
Nel frattempo nel loro corso di disegno tenuto dalla professoressa Sherman, madre di David, Noel e Felicity devono realizzare un ritratto di sé stessi; ciò li porterà a lavorare insieme temendo però che le ripercussioni del loro bacio possano influire sul voto finale del corso.
Julie dopo essersi esibita nel locale dove è solita partecipare, viene contattata da un ragazzo del pubblico, Erk Kidd, che le propone di lasciargli qualche suo pezzo registrato per la sua etichetta discografica; la ragazza entusiasta racconta quanto accaduto a Sean che, tuttavia, la demoralizza dicendole che probabilmente il ragazzo è più interessato a lei che alla sua musica.
I due cominciano a litigare sulla questione e saranno interrotti da Ben, in crisi per il suo tema finale di letteratura; Ben successivamente chiederà aiuto allo stesso Sean che lo aiuterà con il suo compito.
Felicity rivela a Noel di essere interessata ancora a lui e gli propone di ricominciare a frequentarsi, il ragazzo le risponde di volerlo fare visto come è andata la prima volta.
L'atteggiamento di Noel, tuttavia, manda dei "segnali" tali che fanno credere a Felicity che in realtà lui sia ancora interessato a recuperare il loro rapporto.
Proprio quando i due sono decisi a riprendere a frequentarsi, Ruby chiederà a Felicity, in tutta onestà, se è intenzionata a tornare con Noel; ricordandole sé stessa l'anno precedente, alle prese con l'ex di Noel, Felicity deciderà di lasciare campo libero alla ragazza e comunicherà la sua scelta a Noel che, partirà per le vacanze di Natale con Ruby a Los Angeles dove, sta ultimando le riprese del suo film.
Sia Felicity che Noel saranno giudicati positivamente dalla professoressa Sherman che sarà obiettiva sul loro lavoro senza lasciarsi influenzare da fattori personali.
- Guest star: Amy Smart (Ruby), Adam Rodríguez (Erik Kidd)

## Grandi aspettative
- Titolo originale: Great Expectations
- Diretto da: Keith Samples
- Scritto da: Josh Reims

### Trama
Il padre di Felicity arriva a New York per una conferenza medica; la ragazza si sente oppressa dalla presenza del padre che comincia involontariamente a interferire nella sua carriera universitaria e nella sua vita.
Nel frattempo Julie ottiene il contratto per fare dei demo di tre delle sue canzoni, viene inviata a cena, per festeggiare, da Erik che a fine serata cerca di baciarla; la ragazza però lo evita dicendo a Erik che non è interessata ad avere il contratto se lui vuole solo provarci con lei.
Sean capisce di essere innamorato di Julie ed è deciso a rivelarle i suoi sentimenti; nel frattempo Ben si accorge di aver sbagliato a seguire il consiglio datogli da Sean riguardo al non frequentare Felicity.
Nel frattempo Noel, in quanto assistente del professore, tiene alcune lezioni cui partecipa anche Ruby; viste le difficoltà di Noel nell'insegnare la ragazza cerca di dargli qualche consiglio ma ciò li porterà a litigare.
Felicity scopre che il padre vuole trasferirsi a New York ma, senza sua madre visto che i due si stanno separando; dopo aver visto Felicity un po' giù di corda, Ben le propone di uscire prima dal lavoro; i due comprano alcolici con un documento falso e vanno nella piscina dell'università.
Dopo aver nuotato ed essersi divertiti i due ragazzi vengono interrotti da una guardia; vista l'irruzione e l'alcool i due finiscono nei guai.
- Guest star: Amy Smart (Ruby), Adam Rodríguez (Erik Kidd), Erich Anderson (Edward Porter)

## Incubo
- Titolo originale: Help for the Lovelorn
- Diretto da: Lamont Johnson
- Scritto da: J. J. Abrams

### Trama
Felicity a causa delle sue sofferenze sentimentali visita una clinica misteriosa che promette di guarire i cuori infranti; nessuno tuttavia, nonostante le sue ripetute domande, le dice in cosa consiste questo speciale trattamento.
Indecisa sul da farsi ed essendo spaventata Felicity scappa dalla clinica prima di sottoporsi agli esami clinici; dalla sua fuga cominciano degli strani avvenimenti e allucinazioni che le fanno intuire che in realtà il trattamento è già iniziato.
Scoprirà che la procedura consiste nel rimuovere il cuore dei pazienti che vi si sottopongono, la ragazza si risveglia dall'anestesia scoprendo che ha già effettuato l'intervento.
Successivamente Felicity, Ben, Noel, Julie ed Elena si ritroveranno in una stanza senza porte, la loro unica speranza di uscita sarà arrampicarsi sul muro; una volta fatto si Felicity esce dalla stanza ma si scoprirà essere, insieme ai suoi amici, un pupazzo racchiuso nella famosa scatola di Meghan.
- Note: l'episodio è in bianco e nero poiché tributo di Ai confini della realtà (serie televisiva 1959) (The Twilight Zone) diretto da Lamont Johnson regista della stessa serie.[senza fonte]
- Guest star: Dennis Lipscomb (dottore), Cynthia Ettinger (infermiera Janice King), Lynn Wanlass (donna)

## Crisi
- Titolo originale: The Slump
- Diretto da: Matt Reeves
- Scritto da: J. J. Abrams

### Trama
Felicity deve affrontare le conseguenze dell'irruzione nella piscina universitaria e per aver bevuto; parte della punizione è lo svolgimento di sedute con una consulente che cerca di capire quali ragioni abbiano spinto la ragazza a comportarsi così.
Ben, "obbligato" anche lui a queste sedute pena l'espulsione, decide invece di lasciare l'università e di fare un viaggio in Europa; cercherà di coinvolgere, in questa sua idea, anche Felicity.
Noel e Ruby sono alle prese con le solite incomprensioni a causa del loro rapporto insegnante-alunna nel corso tenuto dallo stesso Noel, dopo essersi chiariti, la ragazza rivela a Noel che potrebbe essere incinta; Elena nel frattempo è distratta dal suo nuovo compagno di laboratorio Tracy.
Felicity affronta la questione del divorzio con i suoi genitori; sentendosi persa e non sapendo più cosa fare nella sua vita, avendo perso il suo punto di riferimento nei suoi genitori, la ragazza decide di lasciare l'università e di seguire Ben nel suo viaggio per Vienna.
Con l'aiuto della terapista però, Felicity capirà di non essere pronta per questa scelta definitiva e comunica a Ben che non partirà più con lui; il ragazzo le rivela di non aver mai acquistato i biglietti aerei e che non farà, senza di lei, neppure lui quel viaggio ma che un giorno, probabilmente la prossima estate, lo faranno insieme.
- Guest star: Amy Smart (Ruby), Eve Gordon (Barabara Porter), Erich Anderson (Edward Porter), Amy Aquino (Dott.ssa Toni Pavone), Donald Faison (Tracy)

## Verità e conseguenze
- Titolo originale: Truth and Consequences
- Diretto da: Robert M. Williams, Jr.
- Scritto da: Paul Guyot

### Trama
Noel e Ruby acquistano un test di gravidanza "casalingo", inizialmente la ragazza decide di aspettare non volendo affrontare la situazione, successivamente però si decide a effettuare il test e scopriranno che la ragazza è incinta; dopo aver preso in considerazione le varie ipotesi i due concordano di porre fine alla gravidanza.
Ben e Felicity apprendono dalla loro consulente che devono effettuare delle ore di volontariato per completare la "punizione" da scontare a causa di ciò che hanno fatto nella piscina universitaria; dalla lista delle attività Felicity sceglie di fare volontariato presso la clinica dell'università.
Con sorpresa la ragazza scopre che anche Ben ha scelto la stessa struttura, cui vi è a capo Greg un ragazzo un po' arrogante e sgarbato nei loro confronti; Ben intravede Noel e Ruby alla clinica e, dovendo sistemare il file della ragazza nel computer, verrà a conoscenza della gravidanza della ragazza e della sua decisione di porvi fine.
Ben decide quindi di avvicinare Noel e parlargli per cercare di aiutarlo in questo momento difficile; il ragazzo però, visto anche il loro passato, rifiuta di parlargli e lo tratta malamente.
Nonostante il comportamento insopportabile di Greg, Felicity cerca di resistere e non abbandonare la clinica; Ben, non avendo le competenze tecniche per svolgere le sue mansioni al computer, e demoralizzato dopo il suo colloquio con Noel capisce di non essere "portato" per aiutare la gente e decide di andar via.
Nel frattempo Julie si reca, insieme a Erik dal produttore discografico; grazie alla grande pressione che il ragazzo compie nei confronti del discografico, Julie riesce a ottenere un contratto.
I due festeggeranno l'evento la sera stessa e Julie, un po' ubriaca, cederà alle avances del ragazzo fin quando, intuendo le sue intenzioni, caccerà Erik di casa.
Felicity scoprirà da Ruby della sua gravidanza e cerca di aiutare Noel in questo difficile momento; il ragazzo accompagnerà Ruby in clinica per effettuare l'aborto, ma la ragazza ci ripenserà e andrà via piangendo.
La consulente universitaria suggerisce a Ben di trovare al più presto un'altra attività e questa volta di non scegliere in base a ciò che fa Felicity; Julie apprende per telefono che il suo accordo con la casa discografica è sfumato e racconta a Sean cosa è accaduto la sera precedente.
Ben rivela a Felicity che ha scelto di svolgere volontariato presso la clinica universitaria maggiormente per seguirla ma che ora ha deciso di trovare qualche attività cui è realmente interessato; Ruby decide di portare a termine la gravidanza.
- Guest star: Amy Smart (Ruby), Amy Aquino (Dott.ssa Toni Pavone), Chris William Martin (Greg Stenson), Adam Rodríguez (Erik Kidd)

## Una festa a metà
- Titolo originale: True Colors
- Diretto da: Ken Olin
- Scritto da: Lawrence Trilling

### Trama
Felicity è molto stressata a causa del comportamento rude che Greg ha nei suoi confronti ma decide di non mollare per non dargli soddisfazione; Noel rivela a Ruby che non è pronto a sostenere la sua scelta di portare avanti la gravidanza e lascia la ragazza.
Nel frattempo Elena decide di ridipingere le pareti nel suo appartamento, così invita tutti ad aiutarla a rimuovere la carta da parati e nello stesso tempo organizza una specie di party.
Ben decide di frequentare il corso di filosofia tenuto da Noel per colmare le ore supplementari cui è obbligato; vedendolo nel suo corso Noel a fine lezione lo ferma per finire la conversazione precedentemente cominciata e gli chiede dei consigli sulla sua situazione con Ruby, vista l'esperienza analoga che Ben ha vissuto con una ragazza durante gli anni del liceo.
Julie, giù di morale a causa del contratto discografico sfumato, racconta a Sean della brutta esperienza avuta l'anno precedente; la ragazza capisce di non aver ancora superato la violenza subita e decide di informarsi per una terapia psicologica.
Noel, dopo il consiglio di Ben, si presenta all'appuntamento medico con Ruby per fare la prima ecografia; il ragazzo però apprende dal ginecologo che la ragazza è incinta di otto settimane quindi non è il padre del bambino poiché la ragazza, in quel periodo, era a Los Angeles per girare il film.
Ruby rivela a Noel di averlo tradito con un produttore cinematografico e di averlo fatto solamente perché non pensava che la loro storia fosse ancora seria; distrutto Noel rientra a casa dove trova tutti i ragazzi, in casa per rimuovere la carta dalle pareti, che vedendo il suo comportamento cominciano a parlare della sua situazione con Ruby.
Anche Meghan e Greg si presentano a casa di Elena; Greg volendosi scusare per il suo comportamento con Felicity si reca all'appartamento accompagnato da Meghan, poiché invaghita del ragazzo, e sotto lo sguardo geloso di Ben per la vicinanza di Felicity con il ragazzo.
Noel irritato dai discorsi dei ragazzi, che sente dalla sua stanza, esce e rivela di non essere il padre del bambino; tutti saranno interrotti dall'arrivo di Ruby.
Rimasti soli Noel e Ruby affrontano il discorso, il ragazzo le dice che non riesce a perdonarla e che non può starle accanto.
- Guest star: Amy Smart (Ruby), Rob Benedict (Richard), Chris William Martin (Greg Stenson), Donald Faison (Tracy)

## Sorprese per Felicity
- Titolo originale: Things Change
- Diretto da: Elodie Keene
- Scritto da: Andrea Newman

### Trama
Felicity si rende conto che suo padre sta passando un brutto momento a causa del divorzio da sua madre, scopre in una visita al nuovo appartamento del padre che l'uomo prende dei medicinali contro l'insonnia e per combattere l'ansia.
Ben è distratto dai suoi sentimenti per Felicity, cerca di non pensarci uscendo con un'altra ragazza da poco conosciuta ma la cosa non funzionerà.
Ruby chiede a Noel il trasferimento dal suo corso di filosofia, visto la situazione imbarazzante tra loro; il ragazzo però non le concederà il trasferimento e le dice di volerla aiutare come amico e che le starà vicino solamente per darle sostegno ma che non può crescere un figlio che sa non essere suo.
Nel frattempo Elena è alle prese con il ripasso per un esame insieme a Tracy; il ragazzo sembra distrarla molto, oltre perché vi è attratta anche per via della sua competitività, i due dopo l'esame si accordano per uscire a cena.
Javier vedendo lo strano comportamento di Ben cerca di dargli dei consigli; l'uomo crede che Ben sia ancora innamorato di Maggie e gli dice che deve superare la cosa visto che la donna è sposata. 
Felicity invita il padre a essere il medico della clinica universitari in vista di alcuni imminenti controlli; grazie a questo scoprirà che il padre in realtà non lavora più per l'ospedale di New York, come sostiene, ma che è depresso per la mancanza di sua moglie.
Ben finalmente ammette a Sean i suoi sentimenti per Felicity; il ragazzo confessa che, pur non essendo brillante come Greg, è pronto ad avere una relazione seria con la ragazza.
Sotto consiglio di Sean, Ben si reca nella clinica universitaria per rivelare i suoi sentimenti a Felicity; il ragazzo però vedendo la ragazza complice con Greg e rimasta con lui oltre l'ora di chiusura, decide di andar via senza farsi vedere e non rivelarle ciò che prova.
- Guest star: Amy Smart (Ruby), Donald Faison (Tracy), Erich Anderson (Edward Porter), Chris William Martin (Greg Stenson), Ian Gomez (Javier), Elizabeth Bogush (Pam)

## Rivoluzioni
- Titolo originale: Revolutions
- Diretto da: Barnet Kellman
- Scritto da: Lynn Cantor e Mitch Salem

### Trama
Durante le sue ore di volontariato alla clinica universitaria Felicity scopre, grazie alla richiesta di una ragazza di nome Leila, che l'università ha cambiato la sua politica riguardo alla somministrazione della pillola del giorno dopo smettendo quindi di fornirla alla clinica; trovando il tutto ingiusto, Felicity decide di organizzare un raduno di protesta all'interno della clinica spargendo la voce per la causa.
Ben, in crisi per l'esame di fine corso in filosofia, chiede aiuto a Noel per il ripasso finale; i due passeranno l'intera giornata insieme e tra una pausa e un'altra finiscono per ubriacarsi e prendersi a pugni.
Nel frattempo un programma TV via cavo è interessato al documentario di Sean, che ha ripreso la vita al college focalizzandosi maggiormente sulle dinamiche sentimentali di Felicity e Ben.
Il raduno alla clinica viene raggiunto da centinaia di ragazzi, Greg quindi chiede a Felicity di interrompere tutto prima che sia troppo tardi e che ci siano conseguenze negative per entrambe le loro carriere universitarie; la ragazza decisa però a non mollare continua il raduno e l'alto numero di partecipanti richiama l'attenzione di alcune reti locali che vogliono intervistare Felicity.
La situazione si complica quando anche il padre della ragazza si presenta alla clinica, insieme a un portavoce dell'università che chiedono che tutto sia interrotto immediatamente, promettendo che verrà vagliata l'ipotesi di somministrare nuovamente la pillola; in aiuto di Felicity arriva Greg, che supporta la sua causa e le dice di continuare.
Di fronte alle telecamere però la ragazza entra in panico e il suo discorso, riguardo alla decisione di cominciare il raduno, è molto confuso nel suo discorso subentra Julie che, avendo vissuto il precedente anno un episodio di stupro, spiega l'importanza della loro protesta; dopo diverse ore di attesa, e grazie soprattutto a quanto detto da Julie, l'università accoglierà la loro richiesta.
Al momento della notizia, trasportata dalla gioia, Felicity bacia Greg.
- Guest star: Keiko Agena (Leila Foster), Michael Peña (Brian Burke), Erich Anderson (Edward Porter), Chris William Martin (Greg Stenson), Amy Aquino (Dott.ssa Toni Pavone)

## Un nuovo sentimento
- Titolo originale: Docuventary II
- Diretto da: Stan Salfas
- Scritto da: J. J. Abrams e Tracy Abrams

### Trama
Sean continua a filmare, con l'aiuto di Richard, le vite e le storie sentimentali dei suoi amici per il suo documentario; le interviste che Sean realizza riguardano soprattutto Ben e Felicity, tutti esprimono al riguardo le loro opinioni e nonostante Ben e Felicity siano restii a parlarne, utilizzano il documentario per scoprire dettagli sulle rispettive vicende.
Nel frattempo Felicity, avendo terminato le sue ore di volontariato presso la clinica, decide di fare domanda per il posto, vacante e retribuito, di assistente all'interno della clinica; la ragazza otterrà il posto essendo Greg a decidere, e vista la sua attrazione nei suoi confronti, ma rifiuterà dopo aver scoperto che è stata facilitata per il suo rapporto con Greg a dispetto di un ragazzo all'interno della clinica.
Anche Ben sta per terminare le sue ore obbligatorie di lavori all'interno dell'università, tra questi ha il compito di archiviare file in segreteria e visto il crescente sentimento di Felicity nei confronti di Greg, decide di dare un'occhiata alla scheda del ragazzo; scoprirà che Greg è stato, in passato, arrestato per detenzione e uso di cocaina, in pensiero per Felicity, Ben confiderà tutto a Noel che gli suggerirà di farsi da parte e non rivelarle nulla.
Noel, nel frattempo, dopo il test di fine corso di filosofia perde accidentalmente i compiti degli studenti prima ancora di poterli correggere; disperato ne parla nel documentario e quando Sean e Richard ritroveranno i test, volendo una forte emozione per il loro film, li consegneranno in diretta a Noel che reagirà all'opposto delle loro aspettative prendendoli a pugni.
Venendo a conoscenza, tramite i filmati di Richard e Sean, del bacio tra Greg e Felicity, Ben decide di affrontare Greg rivelandogli che è a conoscenza del suo arresto e dell'uso di cocaina e che se farà del male a Felicity dovrà vedersela con lui.
Greg, dopo il discorso di Ben, decide di rivelare tutto il suo passato a Felicity che rimane allibita per quanto fatto da Ben; la ragazza lo cerca e litiga con Ben per essersi intromesso nella sua vita, lui paragona la sua azione a quanto fatto, l'anno precedente, dalla stessa Felicity nei suoi riguardi facendole capire, implicitamente, che lo ha fatto perché è innamorato di lei.
- Guest star: Donald Faison (Tracy), Amy Aquino (Dott.ssa Toni Pavone), Amy Smart (Ruby), Chris William Martin (Greg Stenson), Ian Gomez (Javier), Rob Benedict (Richard)

## Candidato a sorpresa
- Titolo originale: Party Lines
- Diretto da: Joanna Lovetti
- Scritto da: Jennifer Levin

### Trama
Greg decide di concorrere come presidente del consiglio studentesco e chiede a Felicity di aiutarlo con la sua campagna, la ragazza accetta fin quando non scopre che le sue politiche sono l'opposto del suo credo; anche Leila decide di concorrere per la presidenza e le sue idee sembrano rispecchiare appieno anche quelle di Felicity che, vedendola in difficoltà prima del suo discorso in pubblico, leggerà il discorso di Leila per aiutarla.
Nel frattempo all'università è stato organizzato un ballo secondo cui, le ragazze devono chiedere ai ragazzi di accompagnarle; essendo Julie da sola sia Felicity che Elena la convincono a chiedere a Noel di accompagnarla.
Spronato dalla voglia di cambiare l'opinione di Felicity nei suoi riguardi, Ben fa domanda per un tirocinio nell'ufficio di un agente di borsa; il ragazzo però finirà per fare da baby-sitter al figlio dell'uomo cui insegnerà a giocare a basket, cosa che causerà un piccolo incidente al dito del piccolo.
L'esperienza con il bambino, tuttavia, farà comprendere a Ben che vuole insegnare basket ai ragazzini e impressionerà positivamente Felicity per il modo con cui si è comportato nei confronti del bambino.
La storia tra Greg e Felicity nel frattempo subirà degli alti e bassi perché la ragazza deciderà di presentarsi, visto l'abbandono di Leila a causa della sua timidezza, come candidato alla presidenza del consiglio studentesco ciò porterà tensioni per la competizione tra i due.
Al momento del ballo Tracy, Elena, Julie e Noel si divertono mentre Felicity, durante un ballo lento con Greg, si ritroverà a fissare Ben con la sua accompagnatrice proprio quando, a sua volta, il ragazzo la stava fissando.
- Guest star: Donald Faison (Tracy), Elizabeth Bogush (Pam), Jesse James (Stephen), Keiko Agena (Leila), Amy Aquino (Dott.ssa Toni Pavone), Chris William Martin (Greg Stenson), Alex Carter (padre di Stephen)

## Senza esclusione di colpi
- Titolo originale: Running Mates
- Diretto da: Robert M. Williams, Jr.
- Scritto da: Josh Reims

### Trama
È tempo di campagna elettorale per gli studenti dell'università di New York e ogni candidato alla presidenza si sta occupando della promozione della propria immagine e programma; Felicity aiutata da Ben nota che i suoi poster sono vandalizzati con alcune scritte che secondo Ben sono opera dell'aiutante di Greg, in corsa anche lui per la presidenza. Credendo nella buona fede del ragazzo Felicity non bada a ciò che sostiene Ben; il ragazzo in un incontro con Greg si innervosisce e decide di rivelare a Richard del passato di Greg con la cocaina per danneggiare la sua immagine.
Nel frattempo Ruby rivela a Noel di non aver informato ancora il padre biologico di suo figlio, il ragazzo le consiglia di farlo al più presto poiché in futuro potrebbe pentirsene; Tracy ed Elena hanno invece problemi riguardo alla loro intimità.
Terminata la campagna sia Felicity che Greg non vincono; la ragazza in una casuale chiacchierata con Richard scopre che fattore determinante per vincere la corsa alla presidenza è stata l'informazione che Ben gli ha dato riguardante l'arresto per possesso di droga di Greg; Felicity sconvolta, non sapendo nulla al riguardo, decide di partire con Greg per un week end fuori porta.
Anche Ben però, venuto a conoscenza del loro viaggio, deciderà segretamente di seguirli.
- Guest star: Keiko Agena (Leila Foster), Rob Benedict (Richard), Donald Faison (Tracy), Chris William Martin (Greg Stenson), Amy Smart (Ruby)

## Ben è stato qui
- Titolo originale: Ben Was Here
- Diretto da: Lawrence Trilling
- Scritto da: J. J. Abrams

### Trama
Dopo essere arrivato segretamente nella località scelta da Greg e Felicity per passare il week-end, Ben risoluto a rivelare i suoi sentimenti per Felicity segue tutto il giorno la coppia aspettando il momento opportuno per poter parlare con la ragazza; non appena Greg lascia la baita in cerca di legna, Ben si presenta da Felicity che allibita per la presenza del ragazzo, non lo lascia neppure parlare e lo incolpa di aver esposto, ingiustamente, il passato di Greg durante le elezioni, dicendogli di non volerlo più vedere gli sbatte la porta in faccia.
Nel frattempo a New York, la rottura di un tubo nel dormitorio, costringe tutti a lasciare le proprie stanze e dormire nella caffetteria; anche l'appartamento di Elena e Noel sarà inagibile a causa di un tentativo, da parte di Tracy, di voler rimuovere la carta da parati.
Il loft di Sean è, viste le circostanze, preso d'assalto dagli amici che si ritroveranno a vivere tutti sotto lo stesso tetto; grazie a questo Ben scopre la teoria di Meghan secondo cui Felicity è ancora innamorata di lui.
Deciso Ben interrompe un appuntamento di Greg e Felicity rivelandole finalmente i suoi sentimenti, finendo però k.o. per un pugno di Greg.
- Guest star: Donald Faison (Tracy), Chris William Martin (Greg Stenson), Amy Smart (Ruby)

## La teoria di Aretha
- Titolo originale: The Aretha Theory
- Diretto da: Jack Bender
- Scritto da: Andrea Newman

### Trama
Ormai deciso a rinunciare a Felicity, Ben scopre da Javier che Greg ha lasciato la ragazza perché si è reso conto che questa prova ancora dei sentimenti per l'ex.
Depressa per l'accaduto Felicity chiede a Meghan di portarla con sé durante una delle sue uscite; la ragazza accetta così anche Elena e Julie accompagnano Felicity poiché anche loro stressate per via della situazione con Tracy e con Sean.
Ben decide di aiutare Javier ad acquistare l'anello di fidanzamento per il suo fidanzato, nel corso della serata però il suo capo lo condurrà da Felicity affinché i due possano chiarirsi.
Tutto, tra i due, sembra procedere per il verso giusto così si danno appuntamento a fine serata ma, nel frattempo, Felicity si ubriaca e, in preda agli eventi, lascia un messaggio nella segreteria di Ben in cui gli dice che non potrà mai fidarsi di lui.
Il giorno successivo Felicity si pente di quanto fatto ma, nonostante Ben abbia ascoltato il messaggio, le propone, simbolicamente, di tornare indietro nel tempo procurandosi una vecchia pellicola, che i due dovevano vedere insieme durante un loro appuntamento, cui Ben non si presentò.
- Guest star: Jason Thompson (Jordan), Amy Smart (Ruby), Rob Benedict (Richard), Chris William Martin (Greg Stenson)

## Viva l'amore
- Titolo originale: Final Answer
- Diretto da: Randall Zisk
- Scritto da: Jennifer Levin e Josh Reims

### Trama
L'insegnante del corso d'arte di Felicity le propone, se il risultato del test di fine corso sarà brillante, un importante tirocinio estivo a New York; i piani di Ben e Felicity riguardanti l'estate quindi, sono messi in dubbio da questa possibile occasione, i due passerebbero l'estate lontani a causa di un lavoro in California cui Ben non può rinunciare visti i suoi problemi economici.
La ragazza, involontariamente, salta il test ma Ben convincerà la professoressa a darle un'altra occasione; nel frattempo Ruby informa Noel che Wade le ha chiesto di sposarlo.
Sean finalmente chiede a Julie di uscire con lui per un appuntamento cui la ragazza accetta ma, ancora combattuta per l'attrazione nei confronti di Noel.
- Guest star: Amy Smart (Ruby), Rob Benedict (Richard), Donald Faison (Tracy), Elaine Kagan (Prof.ssa Morton)

## La fatica di crescere
- Titolo originale: The Biggest Deal There Is
- Diretto da: Jack Bender
- Scritto da: J. J. Abrams

### Trama
È arrivato il giorno delle nozze tra Javier e Samuel, durante la cena, il giorno precedente, Felicity e Ben litigano davanti agli invitati a causa delle loro tensioni dovute alla decisione di Felicity di accettare il tirocinio; Julie viene ricontattata dalla madre biologica perché a suo marito, nonché padre biologico di Julie, serve il trapianto di midollo.
Nel frattempo Noel triste per la scelta di Ruby, di sposare Wade, decide di cambiare e si avvicina alla cugina di Javier, Natalie, per cominciare a vivere spensieratamente d'ora in avanti.
Sean e Meghan cedono alla loro attrazione reciproca e decidono di passare l'estate insieme nella villa in Toscana della ragazza; Ben e Felicity si preparano a passare tre mesi distanti e salutandosi dichiarano i loro sentimenti.
- Guest star: Elaine Kagan (Prof.ssa Morton), Amy Aquino (Dott.ssa Toni Pavone), Amy Smart (Ruby), Jane Kaczmarek (Carol Anderson), Ali Landry (Natalie), Donald Faison (Tracy), Rob Benedict (Richard), Austin Tichenor (Samuel)